# Peur sur la ville
Peur sur la ville is een Frans-Italiaanse film van Henri Verneuil die werd uitgebracht in 1975.
De film verscheen toen hoofdrolspeler Jean-Paul Belmondo op het toppunt (1970-1985) van zijn carrière stond. Deze politiefilm was een van Verneuils succesvolste prenten. Verneuil werkte voor de vijfde achtereenvolgende keer samen met Ennio Morricone. Voor deze film voerde Belmondo alle stunts zelf uit.

## Samenvatting
Paris, 1975. Norah Elmer krijgt anonieme dreigtelefoons die haar privéleven aan de kaak stellen. Vlak daarop valt ze uit het venster van haar flat die zich bevindt op de bovenste verdieping van een appartementsgebouw. 
Inspecteur Letellier krijgt het onderzoek toegespeeld. Spoedig wordt hij telefonisch gecontacteerd door een zekere Minos die de dood van Norah opeist en die zichzelf ziet als een wreker die het recht in eigen handen genomen heeft en die alle vrouwen van lichte zeden in Parijs uit de weg wil ruimen.
Als Letellier verneemt dat nog andere jonge vrouwen onlangs bedreigd werden beseft hij dat hij te maken heeft met een gevaarlijke maniak. Wanneer er nieuwe slachtoffers vallen besluiten Letellier en zijn adjunct Moissac de doldraaiende seriemoordenaar een val te spannen.

## Rolverdeling
| Acteur                | Personage                          |
| --------------------- | ---------------------------------- |
| Jean-Paul Belmondo    | commissaris Jean Letellier         |
| Charles Denner        | inspecteur Charles Moissac         |
| Adalberto Maria Merli | Pierre Valdec/Minos                |
| Jean Martin           | hoofdcommissaris Sabin             |
| Lea Massari           | Norah Elmer                        |
| Rosy Varte            | Germaine Doizon                    |
| Catherine Morin       | Hélène Grammont                    |
| Jean-François Balmer  | Julien Dallas, de student          |
| Roland Dubillard      | de psycholoog                      |
| Germana Carnacina     | Pamela Sweet                       |
| Giovanni Cianfriglia  | Marcucci                           |
| Henry Djanik          | een politie-inspecteur             |
| Louis Samier          | inspecteur Duvielle                |
| Gilberte Geniat       | de conciërge van Germaine          |
| Philippe Brigaud      | de wijkcommissaris                 |
| Henri-Jacques Huet    | Julio Cortes, de minnaar van Norah |
| Jacques Rispal        | Cacahuète                          |